# Zlătari (okręg Dolj)
Zlătari – wieś w Rumunii, w okręgu Dolj, w gminie Goiești. W 2011 roku pozostawała niezamieszkana.